# Симеон Сит
Симеон Сит (ок. 1035 – ок 1112; на гръцки: Συμεὼν Μάγιστρος Ἀντιοχείας τοῦ Σήθι) е византийски учен от втората половина на XI век – лекар, естествознател, астроном, астролог, преводач и автор на медико-философки съчинения. Бил е личен лекар на император Михаил VII Дука и придворен астролог на император Алексий I Комнин.

## Биография
Симеон Сит произхожда от Антиохия. Съществува предположение, че е от еврейски произход. Името Сит вероятно е патроним или фамилно име.
Преди да започне кариера в императорския двор на Константинопол, вероятно е изучавал медицина, астрономия и философия в Кайро, Египет, за което може да се съди по едно сведение в трактата му за небесните тела, че е наблюдавал слънчево затъмнение в Египет, което се случило по времето на император Исак I Комнин (1057 – 1059), а такива е имало на 23 февруари 1058 г. и на 15 февруари 1059 г. Според изследователя Антонио Пиетробели Симеон Сит най-вероятно е бил ученик на Ибн Бутлан – несториански лекар и философ, родом от Багдад, който след известен престой в Египет и Константинопол се установява в Антиохия през 1055 г.
Симеон Сит пристига в Константинопол най-вероятно около 1071 г., където става приближен на император Михаил VII Дука. В запазените преписи на съчиненията му той е описван като философ, който притежавал ранговете магистър и вест. През XI век тези рангове вече нямат толкова голямо значение, поради което се смята, че той е изпълнявал някоя дворцова длъжност от средно ниво.
В „Алексиада“ на Анна Комнина се споменава, че Симеон Сит бил математик и астролог, който можел да предсказва бъдещето чрез сложни изчисления. Предсказал дори смъртта на Робер Гискар на 17 юли 1085 г. От император Алексий I Комнин Сит получил задачата да преведе от арабски на гръцки език приказния сборник „Калила и Димна“ (Kalīla wa-Dimna / Kelileh o Demneh (на арабски: كليلة ودمنة; на персийски: کلیله و دمنه). Преводът на Симеон Сит, озаглавен „Стефанит и Ихнилат“ (на средногръцки: Στεφανίτης και Ιχνηλάτης), по-късно е използван при превода на сборника от арабски на латински език, направен в Сицилия. По неизвестни причини Симеон Сит изпада в немилост пред императора, поради което е заточен в Родосто, където бил настанен да живее в един императорски имот.
Около 1112 г. Симеон Сит подарява едно евангелие на константинополския манастир, основан от Михаил Аталиат. Вероятно умира малко след това.

## Произведения
- „Азбучна синтагма за свойствата на храните“ (на средногръцки: Σύνταγµα κατὰ στοιχεῖον περὶ τροφῶν δυνάµεων συγγραφὲν παρὰ Σιµεῶνος µαγίστρου ἀντιοχένου τοῦ Σηθί, καὶ δοθὲν Μιχαήλῳ τῷ βασιλεῖ; на латински: Syntagma de alimentorum facultatibus)
- „Кратко изложение и отговори на въпроси за природата“[1] (на средногръцки: Σύνοψις καὶ ἀπάνθισµα φυσικῶν τε καὶ φιλοσόφων δογµάτων τοῦ σοφωτάτου κυροῦ Συµεὼν βέστου τοῦ Σήθ; на латински: Conspectus rerum naturalium/Synopsis physicorum et philosophorum dogmatum[2])
- „Антиеретик срещу Галиен“ (на средногръцки: Συμεὼν μαγίστρου καὶ φιλοσόφου τοῦ Σὴθ τοῦ Ἀντιοχέως, ἀντιρρητικὸς πρὸς Γαληνόν)
- „За ползите от небесните тела“ (на средногръцки: Περί χρείας ουρανίων σωμάτων και τισ τούτον κινησεοσ; на латински: De utilitate corporum celestium[3])
- Кратко астрологично изложение за прецесията на равноденствията (на средногръцки: Τοῦ Σὴθ έκείνου[4])